# Blakea involvens
Blakea involvens es una especie de planta fanerógamas perteneciente a la familia  Melastomataceae. Se encuentra en  Ecuador.  Su hábitat natural son las montañas húmedas subtropicales o tropicales.  

## Distribución y hábitat
Es un arbusto, liana o pequeño árbol nativo del oeste de  Ecuador, donde se conocen 13 colonias, la mayoría cerca de Quevedo y Santo Domingo de los Colorados. No se conoce la existencia de esta especie en las áreas protegidas de Ecuador, pero está protegida en la Reserva Río Palenque y en la reserva privada de ENDESA. La muestra Bolívar del Cerro Tindeagote, data de 1963 y desde entonces no se han recogido nuevas especies en esta provincia. Se considera en peligro de extinción debido a la masiva alteración de su hábitat durante los últimos 50 años.

## Taxonomía
Blakea involvens fue descrita por Friedrich Markgraf y publicado en Notizblatt des Botanischen Gartens und Museums zu Berlin-Dahlem 14: 33. 1938.